# شانون تشان كينت
شانون تشان كينت (بالإنجليزية: Shannon Chan-Kent)‏ هي ممثلة أصوات ومغنية وراقصة كندية ولدت في يوم 23 سبتمبر 1988 في مدينة فانكوفر في كندا، عرفت بأدوارها في بمسلسل ماي ليتل بوني: فرندشيب إز ماجيك ومثلت دور ميسا أماني في مسلسل مذكرة الموت وليتليست بيت شوب وسوبربوك. لشانون شهادة ماجستير من جامعة كولومبيا البريطانية في الأوبرا وقد أدت عدة عروض في أوركسترا فانكوفر.

## روابط خارجية
- شانون تشان كينت على موقع IMDb (الإنجليزية)
- شانون تشان كينت على موقع ميتاكريتيك (الإنجليزية)
- شانون تشان كينت على موقع ميوزك برينز (الإنجليزية)
- شانون تشان كينت على موقع ديسكوغز (الإنجليزية)
- شانون تشان كينت على موقع قاعدة بيانات الفيلم (الإنجليزية)
- شانون تشان كينت على موقع كينوبويسك (الروسية)